# Fases de un fenómeno tóxico
Las fases del fenómeno tóxico son: fase de exposición, fase toxicocinética y fase toxicodinámica.
La Toxicología es la identificación y cuantificación de los efectos adversos asociados a la exposición a agentes físicos, sustancias químicas y otras situaciones. Por lo tanto, estudia las interacciones nocivas entre las sustancias químicas o agentes físicos y los seres vivos, e intenta establecer las probabilidades de que ellas hayan ocurrido o vayan a ocurrir. El fenómeno tóxico es complejo  ya que en él intervienen numerosos factores. Se pueden distinguir tres fases cuyo último estado es la aparición de efectos perjudiciales para el órgano diana (el órgano blanco).

## Fase de exposición
En la fase de exposición, el tóxico se encuentra en el medio que rodea al organismo vivo,  existe riesgo de que pueda absorberse en mayor o menor medida al interior del mismo.
Las principales vías de ingreso son: inhalación, ingestión o contacto epidérmico.
Por ejemplo, el plomo es un metal pesado que se encuentra tanto en el ambiente urbano como en el rural. Sin embargo, las principales exposiciones proceden del ambiente laboral. Principalmente en la metalurgia primaria y secundaria y en minería extractiva, así como en la industria informal de fabricación de acumuladores eléctricos por extracción secundaria de plomo a partir de baterías recicladas. Las exposiciones a este metal también se dan en el ámbito doméstico, por la ingesta de alimentos y de agua.

## Fasetoxicocinética
La segunda fase es la fase toxicocinética, corresponde al movimiento del tóxico por el organismo.
La toxicidad de un compuesto en su lugar de acción suele ser proporcional a la dosis, pero las diferencias en la cinética de los compuestos hacen que una misma dosis de dos o más sustancias puedan dar lugar a concentraciones totalmente diferentes en un determinado órgano.  La fase toxicocinética comprende todos  los procesos del ADME:

### Absorción
Proceso por el cual los tóxicos atraviesan las membranas del cuerpo y pasan a la circulación sistémica. 
Los principales lugares de absorción son el tubo digestivo, los pulmones y la piel. Los xenobióticos pueden absorberse por: 
- difusión pasiva
- Transporte facilitado
- Transporte activo
- Filtración
- Pinocitosis

El organismo absorbe el plomo inorgánico por las vías respiratoria y gastrointestinal. El plomo orgánico también se absorbe por piel, es una sustancia muy soluble en grasas, lo que hace que se pueda absorber fácilmente por esta vía.

### Distribución
La sustancia se desplaza desde el sitio de ingreso a otras regiones del organismo. 
La sangre es el principal vehículo de transporte de los tóxicos y sus metabolitos. Las sustancias tóxicas se pueden transportar por la sangre de diversas maneras:
- Uniéndose física o químicamente a células de la sangre, como los eritrocitos
- Disolviéndose físicamente en estado libre en el plasma
- Uniéndose a uno o varios tipos de proteínas plasmáticas.[1]

La distribución depende de la afinidad de los tóxicos por los diferentes componentes. Todas las fracciones se encuentran en un equilibrio dinámico. Sólo las formas libres de los tóxicos en el plasma están disponibles para penetrar por las paredes de los capilares que participan en la distribución. Esa fracción libre está en equilibrio dinámico con la fracción unida. La concentración de los tóxicos en la sangre está en equilibrio dinámico con su concentración en los órganos y tejidos, lo que determina su acumulación o su salida de ellos. Se podría pensar que los lugares de acumulación del tóxico son órganos protectores, ya que solo el tóxico libre puede ejercer su acción. Sin embargo a medida que el xenobiótico es biotransformado o excretado fuera del cuerpo se va liberando desde los depósitos, dando lugar a una larga vida media de estas sustancias.
El plomo en primer lugar circula en sangre unido a los glóbulos rojos, el 95% del plomo está unido al eritrocito. Luego se distribuye a los tejidos blandos como hígado, riñón, médula ósea y sistema nervioso central que son órganos diana. Después difunde a los huesos donde es inerte y no tóxico. Una vez acumulado en el hueso puede movilizarse en situaciones como embarazo, hipertiroidismo, medicaciones, y edad avanzada dando lugar a toxicidad. Puede cruzar la placenta y la barrera hematoencefálica.

### Metabolismo o biotransformación
Conjunto de transformaciones que sufre un tóxico en el organismo, siendo su objetivo final el formar un compuesto hidrosoluble fácilmente eliminable.
Las reacciones catalizadas por las enzimas encargadas de la transformación de xenobióticos  se dividen en dos grupos:
- Fase I: enzimas encargadas de la hidrólisis, oxidación, y reducción de xenobióticos dando lugar a un pequeño aumento de la hidrofília de la sustancia.
- Fase II: enzimas que se encargan de la conjugación del xenobiótico con sustancias endógenas, aquí tendríamos la glucuronidación, la sulfonación, la acetilación, la metilación, la conjugación con glutatión, y la conjugación con aminoácidos como glicina, taurina y ácido glutámico. La mayoría de estas reacciones provocan un importante aumento de la hidrofília del xenobiótico favoreciendo notablemente su excreción.[1]

El hígado es el órgano con mayor capacidad de biotransformación de sustancias extrañas al organismo. Proporciones mucho menores de esta actividad, se encuentran en otros órganos como: intestino, riñón, pulmón, adrenales, testículos, ovarios, placenta, etc.
El metabolismo del plomo se realiza en el hígado que transforma lo transforma en plomo inorgánico y plomo trialquilo, compuestos que son más hidrosolubles.

### Eliminación
Todas las secreciones corporales parecen tener capacidad de excretar sustancias químicas, se han encontrado tóxicos en sudor, saliva y lágrimas.9 Las tres vías principales de eliminación son  la orina, las heces y el aire exhalado.También pueden eliminarse por bilis y  leche materna.
La excreción de xenobióticos utiliza los mismos mecanismos que tiene el organismo para excretar los desechos metabólicos endógenos.
El plomo se excreta por diferentes vías, pero solo la renal y la gastrointestinal son de importancia toxicológica. Sin embargo, la excreción renal es la de mayor importancia toxicológica debido a que se hace por filtración glomerular.
Otras posibles vías de excreción incluyen sudor, pelo, uñas, células epiteliales descamadas, dientes y leche; de esta última se sabe que hay relación directa entre concentración de plomo en sangre y leche de madres expuestas ocupacional o ambientalmente.

## Fase toxicodinámica
La tercera fase, toxicodinámica, corresponde a la interacción del tóxico con el órgano diana. Estudia los mecanismos por los cuales una sustancia produce daño en su “diana”, es decir la parte del cuerpo en la que origina efectos adversos.
Estudia la lesión bioquímica inicial responsable de las perturbaciones fisiológicas y/o anatomopatológicas derivadas de la interacción de un tóxico con un sistema vivo.
Los efectos tóxicos del plomo son debidos a que tiene gran afinidad por los grupos sulfhidrilo, en especial por las enzimas dependientes de zinc. El mecanismo de acción es complejo, en primer lugar parece que el plomo interfiere con el metabolismo del calcio (reemplazando el calcio, activando la proteinquinasa C, uniéndose a la calmodulina, inhibiendo la bomba Na-K ATPasa). Esta alteración del calcio traería consecuencias en la neurotransmisión y en el tono vascular produciendo hipertensión y neurotoxicidad.  
A nivel renal interfiere con la conversión de la vitamina D a su forma activa, hay inclusiones intranucleares en los túbulos renales, produciendo tubulopatía que puede derivar a atrofia tubular y fibrosis sin compromiso glomerular, caracterizándose por una proteinuria selectiva. 
El plomo compromete también varias funciones del sistema nervioso central, se acumula en el espacio endoneuronal de los nervios periféricos causando edema, aumento de la presión y daño axonal.